# Janice Voss
Janice Voss (ur. 8 października 1956 w South Bend, zm. 6 lutego 2012 w Scottsdale) – amerykańska inżynier i astronautka.

## Życiorys
W 1972 ukończyła szkołę w Wilbraham w Massachusetts, w 1975 uzyskała dyplom z inżynierii na Purdue University, a w 1977 i 1987 doktoraty z aeronautyki i astronautyki na Massachusetts Institute of Technology. Ponadto uzyskała dyplom z fizyki kosmicznej na Rice University. W latach 1973–1975 współpracowała z Centrum Lotów Kosmicznych imienia Lyndona B. Johnsona, a od 1977 szkoliła w nim załogi kosmiczne. 17 stycznia 1990 została wybrana przez NASA jako kandydatka do lotu kosmicznego, w lipcu 1991 została włączona do grupy astronautów jako specjalistka misji. Uczestniczyła w pięciu misjach wahadłowców.
Jej pierwszą misją była STS-57 od 21 czerwca do 1 lipca 1993 trwająca 9 dni, 23 godziny i 44 minuty. Od 3 do 11 lutego 1995 brała udział w misji STS-63 trwającej 8 dni, 6 godzin i 28 minut. Po raz trzeci odbywała lot kosmiczny w ramach misji STS-83 od 4 do 8 kwietnia 1994, trwającej 3 dni, 23 godziny i 12 minut. Czwarty lot kosmiczny, STS-94, odbywała od 1 do 17 lipca 1997; misja trwała 15 dni, 16 godzin i 44 minuty. Ostatnią jej misją była STS-99 od 11 do 22 lutego 2000, trwająca 11 dni, 5 godzin i 38 minut.
Łącznie spędziła w kosmosie 49 dni, 3 godziny i 46 minut. Była czterokrotnie odznaczona Medalem za Lot Kosmiczny (1993, 1995, 1997 i 2000). 
Zmarła na raka w wieku 55 lat.
Stowarzyszenie Uczestników Lotów Kosmicznych (Association of Space Explorers) przyznało jej pośmiertnie Universal Astronaut Insignia za lot orbitalny (nr 295).